# Symposiachrus boanensis
A Symposiachrus boanensis a madarak osztályának verébalakúak (Passeriformes) rendjébe és a császárlégykapó-félék (Monarchidae) családjába  tartozó faj.

## Rendszerezése
A fajt Adriaan Cornelis Valentin van Bemmel holland zoológus írta le 1939-ben, a Monarcha nembe Monarcha trivirgata boanensis néven. Sokáig szerepelt Monarcha boanensis néven is.

## Előfordulása
Indonéziához tartozó Maluku-szigetek területén Boano szigetén honos. Természetes élőhelyei a szubtrópusi vagy trópusi síkvidéki esőerdők és cserjések. Állandó, nem vonuló faj.

## Megjelenése
Testhossza 16 centiméter.

## Természetvédelmi helyzete
Az elterjedési területe nagyon kicsi, egyedszáma 70-130 példány közötti és csökken. A Természetvédelmi Világszövetség Vörös listáján súlyosan veszélyeztetett fajként szerepel.